# 関由香
関 由香（せき ゆか）は、日本のねこ写真家。長野県出身。

## 略歴
1997年から2001年までブライダル専門の撮影会社ファイブシーズンで働いた後に独立し、「ユーモラスで愛おしいねこの日常」をテーマに掲げ、ねこ写真家としての活動を本格的に開始。
2003年、原風景の残る沖縄の島々に暮らすねこたちの日常を約50点のモノクロ写真で表現した作品集『島のねこ』により「第4回新風舎平間至写真賞優秀賞」を受賞。翌年、受賞作をまとめた写真集『島のねこ』でデビュー。
以降は国内の島々や下町、アジア諸国で撮影したねこの写真や、ふてニャンなど話題のねこたちの写真集、『猫侍』『ねこタクシー』『旅猫リポート』など映画やドラマに登場するねこたちのスチール撮影や写真集、キャットフードメーカーの広告写真などを手がける。雑誌やウェブでの連載もいくつか抱えている。 

## 作品

### 写真集
- 2004年　『島のねこ』（新風舎）
- 2006年　『島々のねこ』（新風舎）
- 2007年　『猫カフェ』（竹書房）
- 2007年　『いっぱいいるとかわいいね』（ソニーマガジンズ）
- 2008年　『ぐぅぱぁネコ ミーヤ』（宝島社）
- 2008年　『ゆかたま』（竹書房）
- 2008年　『島のねこと島々のねこ』（メディアファクトリー）
- 2008年　『下町のねこ』（メディアファクトリー）
- 2008年　『猫カフェ＋』（竹書房）
- 2008年　『吉祥寺★猫カフェ「きゃりこ」日記』（河出書房新社）
- 2008年　『ぐぅぱぁネコ ミーヤ つづきのはじまり。 』 （宝島社）
- 2009年　『こねこのたれめ』（有峰書店新社）
- 2009年　『テレビねこ まーごのお仕事』 （宝島社）
- 2009年　『幼獣マメシバ』（竹書房）
- 2009年　『CAT’S&I(キャッツアイ)  ～私の猫の愛し方～』（ソニーマガジンズ）
- 2009年　『猫の通り路』（HK INTERNATIONAL VISION）
- 2009年　『ICE FACE』（竹書房）
- 2009年　『ぐるめらいふ』（有峰書店新社）
- 2010年　『子猫本andシール』（有峰書店新社）
- 2010年　『ねこある記』（COSMIC）
- 2010年　『そこのまる』（武田ランダムハウスジャパン）
- 2010年　『ねこタクシー』（竹書房）
- 2010年　『ねこじま TASHIROJIMA』（ブライト出版）
- 2011年　『はじめてのみゃー』 （有峰書店新社）
- 2011年　『犬飼さんちのサモンくん』 （竹書房）
- 2011年　『犬のおまわりさん』（竹書房）
- 2011年　『マメシバ一郎』（竹書房）
- 2012年　『ほわほわ兄弟』（有峰書店新社）
- 2012年　『くろねこルーシー』（竹書房）
- 2012年　『ラブレター』（有峰書店新社）
- 2013年　『まる文庫』（講談社文庫）
- 2013年　『猫と陽だまりで』（有峰書店新社）
- 2014年　『猫侍「玉之丞」写真集』（扶桑社）
- 2014年　『ねこinアジア』（ファミマ・ドット・コム）
- 2014年　『くろねこLOVERS』 （ファミマ・ドット・コム）
- 2014年　『猫と一緒に暮らす女の子のための飼い方ブック』（メディアファクトリー）
- 2014年　『南のねこじま TAKETOMIJIMA 』（ブライト出版）
- 2015年　『ホイップねこのサラ』（ファミマ・ドット・コム）
- 2015年　『迷い猫』（扶桑社）
- 2015年　『有貓的生活』（紙印的生活）
- 2015年　『お早うマコロン』（ファミマ・ドット・コム）
- 2016年　『アイドル猫のつくりかた』（扶桑社）
- 2016年　『世界一さびしそうな顔の猫 ルフちゃん』（ KADOKAWA/エンターブレイン）
- 2016年　『ふてニャン写真集 ふてやすみ』（玄光社）
- 2016年　『とらです 沖縄のカフェでくらす、とらの休日』（有峰書店新社）
- 2018年　『旅猫アルバム』（扶桑社）
- 2019年　『ねこうらら』（玄光社）
- 2019年　『猫と喫茶店』（大誠社）
- 2021年　『考えない猫が教える脱力系哲学の言葉』（大和書房）
- 2023年　『ねこと一緒に、今日もいい日。』（葉々社）

### 雑誌
- 『おきなわいちばvol.59』（光文堂コミュニケーションズ）-まいにちねこ日和-
- 『ねこが好き』（枻出版社）-猫が私にくれる時間-
- 『子猫マニアックス』（白夜書房）-生まれたての子猫たち-
- 『LOVE!きまぐれ猫DELUXE』（宝島社）-京都猫写真館-
- 『黒猫マニアックス』（白夜ムック）-カフェネコ- -シマネコ-
- 『黒猫マニアックスvol.2』（白夜ムック）-美しきアジアの黒猫-
- 『茶とらねこのほん』（EIWA MOOK）-世界の茶トラ アジア編-
- 『ねこのきもちvol.140』（Benesse）-付録 気になる！あの猫の素顔-
- 『白猫マニアックス』（白夜ムック）-美しき白猫たち-
- 『にゃっぷる』（昭文社）-自由気ままな街ねこに会いたい- / -古都鎌倉でぶらり街ねこさんぽ-
- 『にゃっぷる 2匹め』（昭文社）-那須・長楽寺 今日もいい日- / -わたしが出会った喫茶店とカフェの看板ねこたち-
- 『白夜ムック687 黒猫まみれ ふわもこ満タン号』（白夜書房）-関由香「猫と一緒に、今日もいい日」-

### 連載
- 『珈琲時間』（大誠社）連載「猫と喫茶店[9]」
- 『猫ぐらし』（アスペクト）連載「関由香の会いたい猫[10]」
- IRODORI「ゆるゆる猫さんぽ[11]」
- まっぷるトラベルガイド「看板ねこ便り」[12]